# シェーズ・ロング

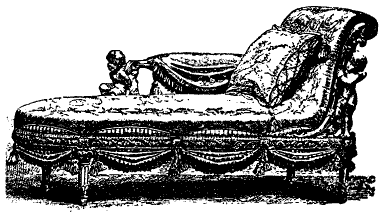
ロココ様式のシェーズ・ロング

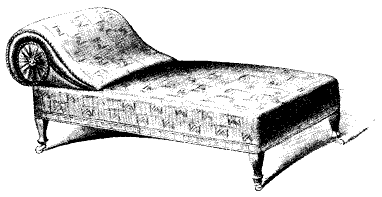
20世紀前半のシェーズ・ロング

シェーズ・ロング（フランス語: chaise longue、「長椅子」の意味）とは、ソファの一種で、背もたれに対して座面が非常に長く、脚や体全体も休ませることができるようなものを指す。中に詰め物やスプリングを入れ、外は革張りや布張りするなどしている。アメリカ合衆国では、ラウンジなどでよく使われる椅子であることから、「chaise lounge」と誤って綴られることもある。フランス語では「chaise longue」とは長椅子一般をも指し、デッキチェアのようなものも含まれる概念である。
デュシェーズ・ブリゼ（デュシェス・ブリゼ、duchesse brisée）もシェーズ・ロングの一種であるが、二つのソファにオットマンが組み合わさったような形をしており、一台のシェーズ・ロングとして使うことも、ばらばらにして二人分のソファに使うこともできる。こうしたものは18世紀後半に現れている。座面の両端に背もたれがあるようなシェーズ・ロングは、レカミエ（récamier）ともいう。また帝政様式（アンピール様式）のソファには、シェーズ・ロングのソファの長辺の片側だけに、もうひとつの背もたれ（体の片側をもたれさせるためのもの）がある種類もある。これはメリディエンヌ（méridienne）と呼ばれる。
シェーズ・ロング、レカミエ、メリディエンヌとも、ロココ期や帝政様式以降も、現在に至るまでそれぞれの時代に合わせたデザインのものが作り続けられている。特にル・コルビュジエとシャルロット・ペリアンが1928年にデザインしたシェーズ・ロング「LC4」は有名である。

## ギャラリー

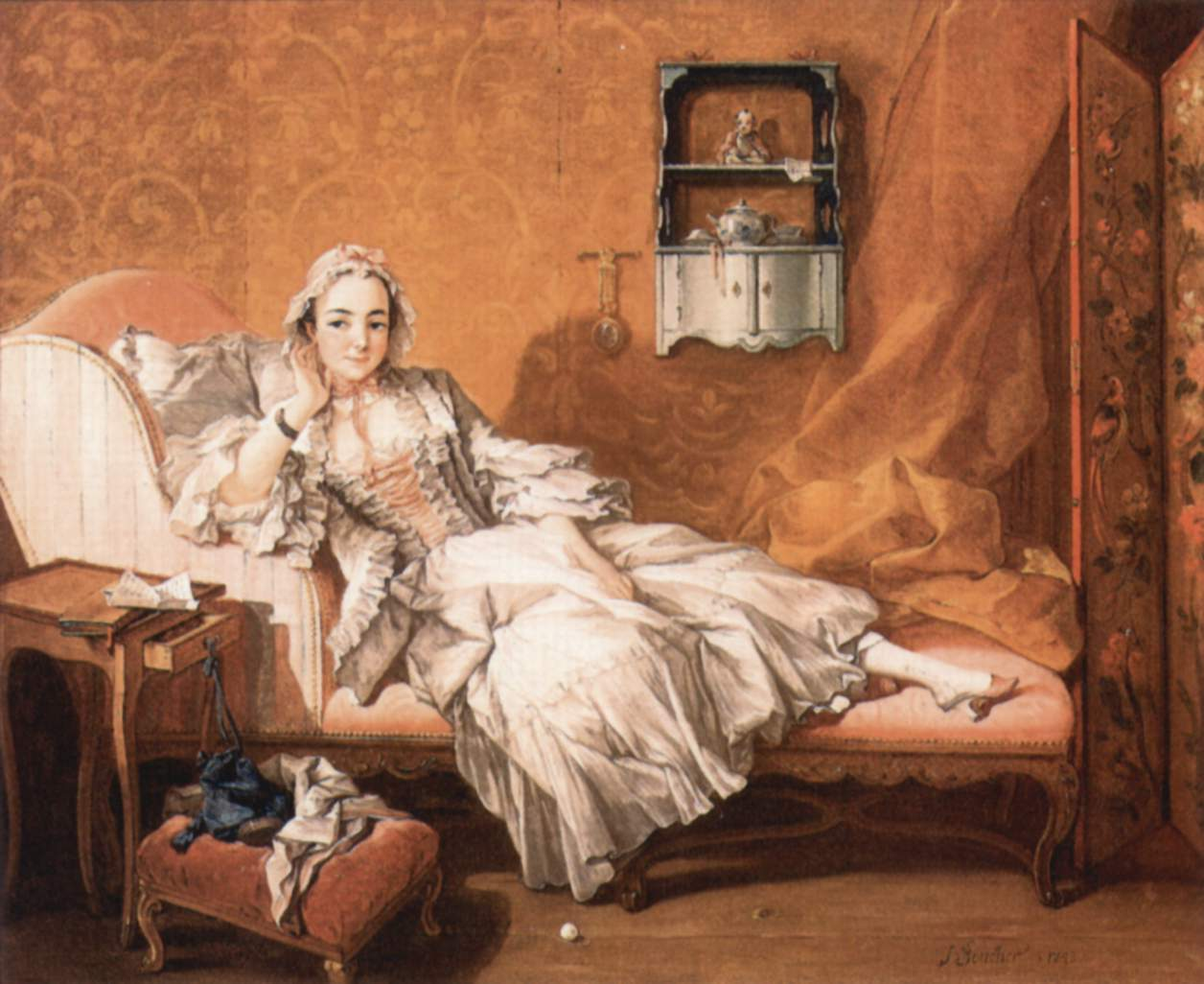
フランソワ・ブーシェが自分の妻を描いたと伝えられる肖像画、 『Portrait Of Marie-Jeanne Buseau, Wife Of The Artist』（1743年）
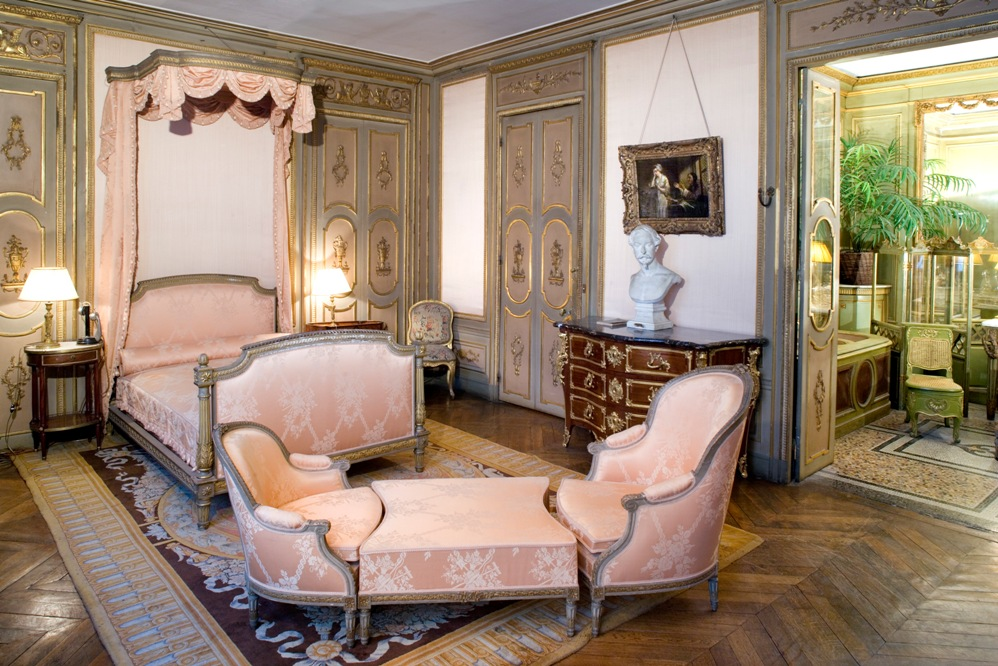
パリのジャックマール・アンドレ美術館（Musée Jacquemart-André）。デュシェーズ・ブリゼが中央に置かれている
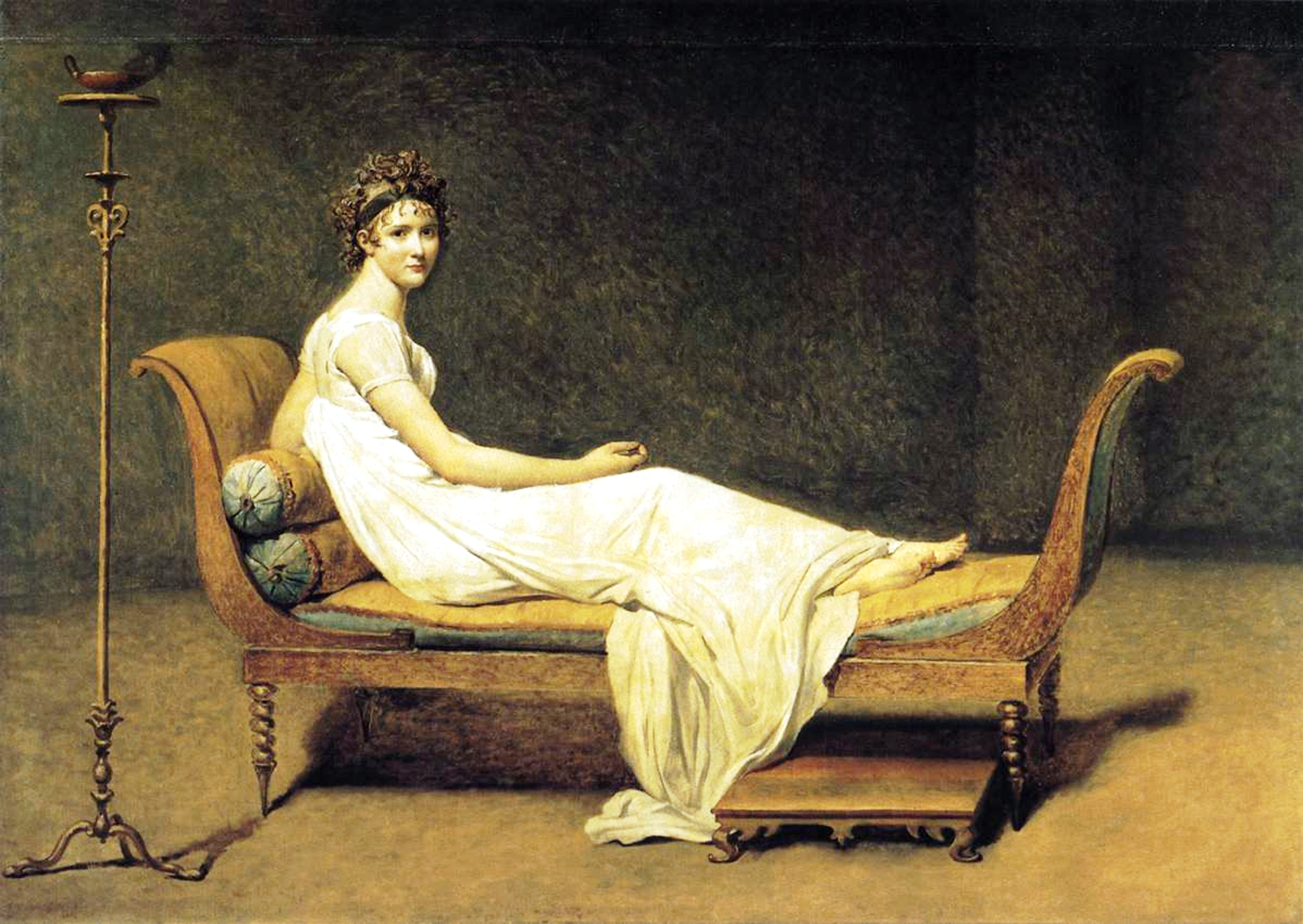
『レカミエ夫人の肖像』（ジャック＝ルイ・ダヴィッド画、1800年）。こうしたシェーズ・ロングはこの絵にちなんでレカミエと呼ばれるようになった
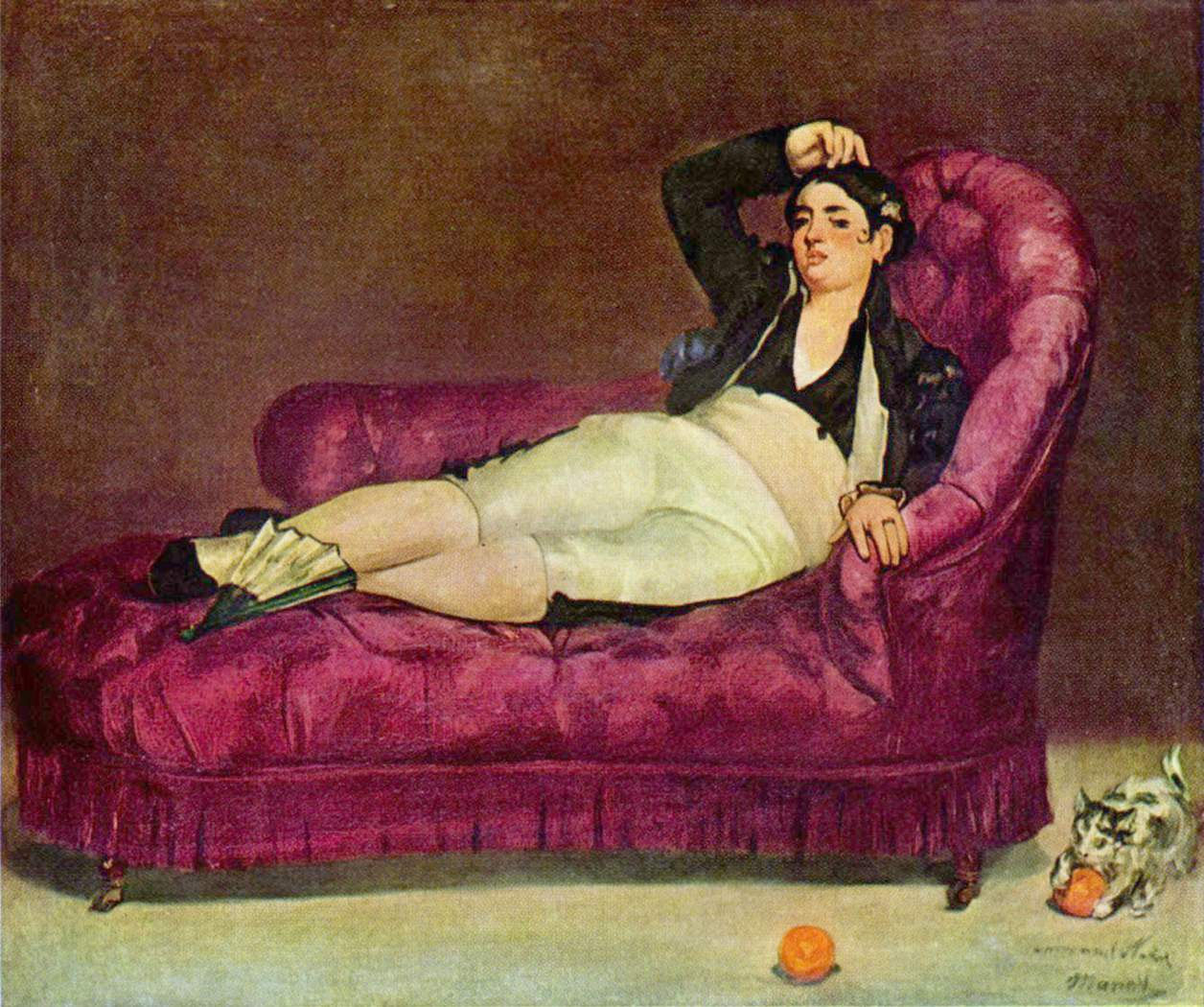
『スペインの衣裳を着けて横たわる娘』（エドゥアール・マネ画、1862年）。女性が横たわっているのはメリディエンヌと呼ばれるもの。
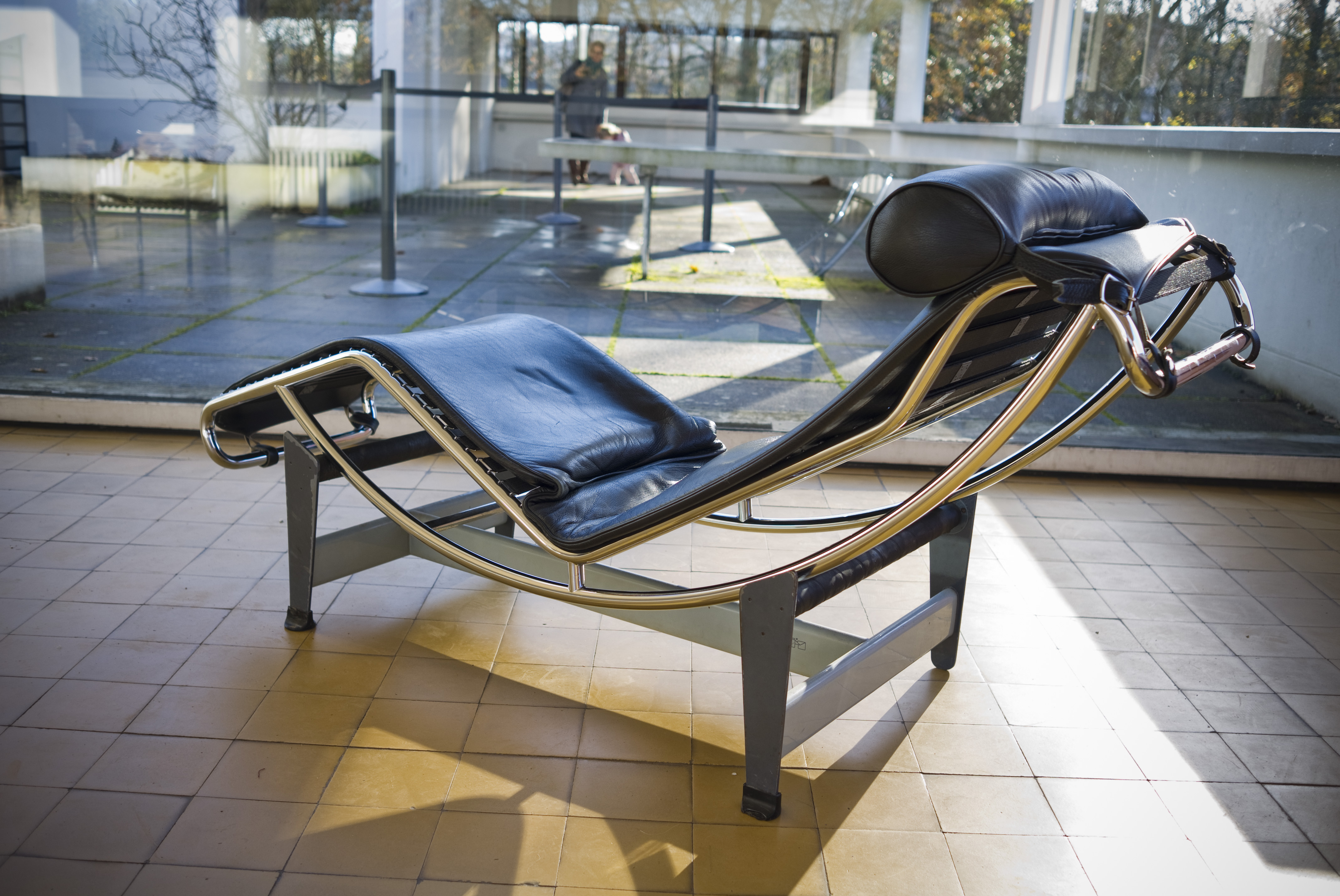
ル・コルビュジエとシャルロット・ペリアンが1928年にデザインしたシェーズ・ロング「LC4」